# William Meinhardt

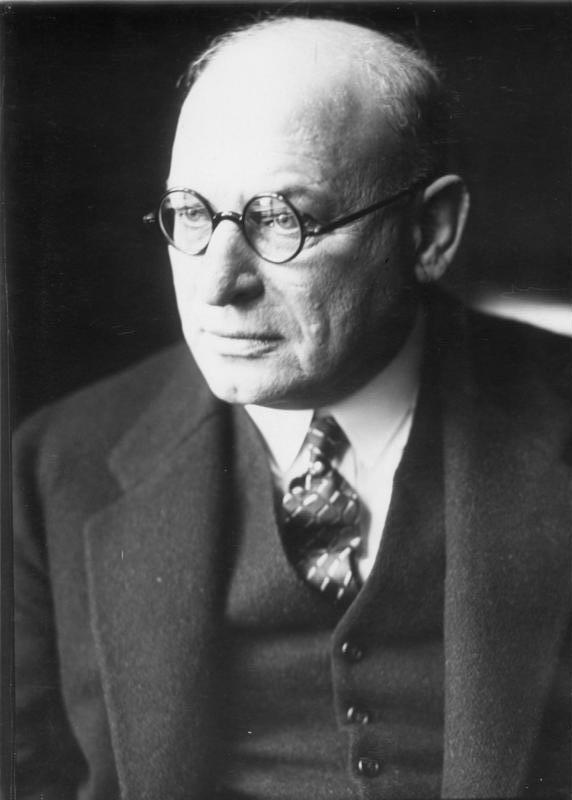
William Meinhardt, 1931

Wilhelm oder William Meinhardt (* 29. August 1872 in Schwedt/Oder; † 31. Mai 1955 in London) war ein deutscher Jurist und Industrieller.

## Familie
William Meinhardt entstammte der weit verzweigten jüdischen Familie Meinhardt, die ursprünglich in Vierraden ansässig war. Ein weiteres Familienmitglied war der Kommunist Fritz Meinhardt. Meinhardts Eltern waren Simon Meinhardt (1839–1901) und Ida Goldstein (1850–1904) aus Jacobshagen.
William Meinhardt war mit Eva Meinhardt verheiratet. Er hatte mit ihr zwei Kinder.

## Leben
Meinhardt studierte in Berlin und war seit dem Wintersemester 1890/91 Mitglied der paritätischen Studentenverbindung Burschenbund Ghibellinia Berlin im Burschenbunds-Convent.  Ab 1899 war er Assessor, dann Rechtsanwalt und Notar, u. a. für Patentrecht, in Berlin. Die TH Aachen verlieh ihm einen Dr. h. c.
Ab 1914 war Meinhardt Vorstandsvorsitzender der Auergesellschaft Deutsche Gasglühlicht AG (DGA). Unter ihm initiierte die DGA die Osram-Fusion. 1919 wurde er Vorsitzender des Direktoriums der neuen Osram GmbH.
Meinhardt hatte sich die Aufgabe gestellt, nicht nur die deutsche Glühlampenindustrie zu vereinigen, sondern einen Zusammenschluss gleichwertiger und gleichartiger Betriebe zur internationalen Zusammenarbeit zu erreichen. Nach jahrelangen vorbereitenden Verhandlungen gelang es ihm am 24. Dezember 1924, das „General Patent- and Development-Agreement“ zum Abschluss zu bringen, indem er die weltgrößten Glühbirnenhersteller zusammenbrachte. Darunter waren die Firma Philips aus den Niederlanden, Associated Electrical Industries aus Großbritannien, Compagnie des Lampes aus Frankreich, China Edison, Tokyo Electric sowie die brasilianischen und mexikanischen Tochtergesellschaften von General Electric. Es kam zur Gründung einer Gesellschaft Schweizer Rechts, der „Phoebus S.A.“, dessen Vorsitzender des Verwaltungsrates Meinhardt wurde.
Meinhardt wurde auch Mitglied des Hauptausschusses des Reichsverbandes der Deutschen Industrie. Er war seit 1929 Mitglied des Rotary Clubs Deutschland. Nach der Machtergreifung der Nationalsozialisten in Deutschland wurde Meinhardt ab 1933 aus seinen Ämtern gedrängt, mit Berufsverbot belegt und musste auch aus dem Rotary Club austreten.
Noch im gleichen Jahr emigrierte Meinhardt nach Großbritannien, anfangs ohne seine Ehefrau nach London, wo er Mitglied der Association of Jewish Refugees in Great Britain war. Seine Frau folgte ihm erst über fünf Jahre später, nachdem trotz Begleichung sämtlicher Forderungen des nationalsozialistischen Staates in Deutschland in einer Gesamthöhe von fast 480.000 Reichsmark gegen sie eine Passsperre verhängt worden war. Sie sollte Deutschland nur verlassen dürfen, wenn sie eine weitere Zahlung der sogenannten Helldorff-Spende von weiteren 150.000 Reichsmark zahlen würde. Seiner Ehefrau gelang es, den geforderten Betrag auf 100.000 Reichsmark zu reduzieren und diesen zu begleichen, indem sie in Privatbesitz befindliche Wertpapiere verkaufte.
1955, nach seinem Tod erschien ein kurzer Nachruf auf Meinhardt, in dem seine Verdienste bei Osram gewürdigt wurden.

## Veröffentlichungen
- Entwicklung und Aufbau der Glühlampenindustrie; Berlin, 1932

## Belege
1. ↑   http://www.bundesarchiv.de/aktenreichskanzlei/1919-1933/0a1/adr/adrmr/kap1_1/para2_118.html
2. ↑   Juden in Schwedt; S. 153
3. ↑  Burschenbunds-Convent: Verzeichnis der Alten Herren des B.C., Berlin 1929, S. 139.
4. ↑  Gilles Messier: The Great Light Bulb Conspiracy, Onlineartikel vom 26. Oktober 2020, abgerufen am 24. November 2024.
5. ↑   http://www.siemens.com/history/pool/innovationen/licht/902k004de_100jahre_osram.pdf S. 33/34
6. ↑  Rotary-Gedenkbuch, abgerufen am 24. November 2024.
7. ↑  (Mit oder ohne Helldorff-Spende emigriert?)
8. ↑  Martin Münzel: Die jüdischen Mitglieder der deutschen Wirtschaftselite 1927-1955: Verdrängung - Emigration - Rückkehr, Schöningh-Verlag 2006, Snippet-Ansicht auf Google Books, S. 240.
9. ↑  Sprechsaal für Keramik, Glas, Email, Silikate,..., Band 88, 1955, Snippet-Ansicht auf Google Books, S. 282.

| Personendaten    | Personendaten                      |
| ---------------- | ---------------------------------- |
| NAME             | Meinhardt, William                 |
| ALTERNATIVNAMEN  | Meinhardt, Wilhelm                 |
| KURZBESCHREIBUNG | deutscher Jurist und Industrieller |
| GEBURTSDATUM     | 29. August 1872                    |
| GEBURTSORT       | Schwedt/Oder                       |
| STERBEDATUM      | 31. Mai 1955                       |
| STERBEORT        | London                             |